# Anyway Gang
Anyway Gang — канадський альтернативний рок-гурт, з Торонто, створений у 2018 році.

## Історія
Гурт утворився влітку 2018 року.
Дебютний сингл гурту, «Big Night», вийшов у вересні 2019 року.
29 листопада 2019 року гурт Anyway Gang випустив однойменний студійний альбом на лейблі Royal Mountain Records.
6 травня 2022 року гурт випустив студійний альбом Still Anyways на лейблі Royal Mountain Records.

## Учасники гурту
- Сем Робертс (Sam Roberts),
- Кріс Мерфі (Chris Murphy) — учасник гурту Sloan,
- Менно Верстіг (Menno Versteeg) — учасник гурту Hollerado,
- Дейв Монкс (Dave Monks) — учасник гурту Tokyo Police Club[6][7][8].

## Дискографія

### Студійні альбоми
| Назва         | Додаткова інформація                                          |
| ------------- | ------------------------------------------------------------- |
| Anyway Gang   | - Випущено: 29 листопада 2019 - Лейбл: Royal Mountain Records |
| Still Anyways | - Випущено: 6 травня 2022 - Лейбл: Royal Mountain Records     |

### Сингли
| Назва               | Рік  | Пікові позиції у чартах | Альбом        |
| Назва               | Рік  | CAN Rock                | Альбом        |
| ------------------- | ---- | ----------------------- | ------------- |
| «Big Night»         | 2019 | 6                       | Anyway Gang   |
| «Everybody Cries»   | 2019 | —                       | Anyway Gang   |
| «Eyes of Green»     | 2020 | 32                      | Anyway Gang   |
| «Alternate View»    | 2022 | 47                      | Still Anyways |
| «Out Of Nowhere»    | 2022 | —                       | Still Anyways |
| «Reckless Reckless» | 2022 | 10                      | Still Anyways |
| «Real Thing»        | 2022 | —                       | Still Anyways |